# Voskovka menší

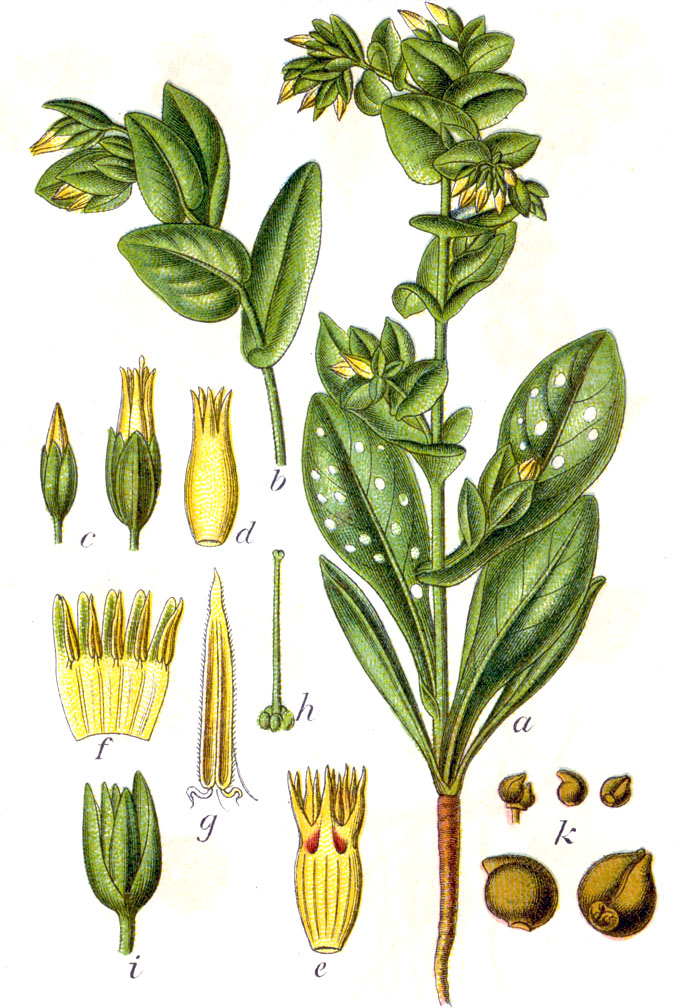
Zobrazení voskovky menší

Voskovka menší (Cerinthe minor) je obvykle dvouletá, planě rostoucí rostlina vysoká 20 až 60 cm, kvetoucí v letních měsících shluky žlutých, trubkovitých, asi 1 cm velkých květů. Je v Česku původním druhem a jediným druhem rodu voskovka v Česku rostoucím. Sírově žluté květy vypadají, jako by byly vytvořené z vosku, ostatně celá rostlina se jeví jako povoskovaná. Odtud plyne i rodové jméno „voskovka“.

## Rozšíření
Rostlina je euroasijský druh s kontinentálním rozšířením a je původním druhem na většině pevninské Evropy, počínaje Francií, Německem a Itálií na západě přes celou střední Evropu (včetně Česka) až na Ukrajinu a do centrálního evropského Ruska. Směrem na jihovýchod její areál zasahuje na Kavkaz a dál na východ do Kazachstánu. Nově se rozšířila na Iberijský poloostrov. V Evropě se vyhýbá severním oblastem, Britským ostrovům, Skandinávskému a Balkánskému poloostrovu a Beneluxu. V minulosti rostla i v severní Africe, konkrétně v Alžírsku, kde je ale nyní považována za vymizelou.
Ve střední Evropě je voskovka menší vázána na neutrální až bazicky bohaté podloží. 
V České republice se vyskytuje roztroušeně až místy hojně, hlavně v nížinách ve středních, východních a severozápadních Čechách a na jižní a střední Moravě. Roztroušeně vyrůstá ve všech výškových stupních, od planárního po submontánní.

## Ekologie
Je hemikryptofyt rostoucí v suchých lemech listnatých lesů a křovin, na suchých pastvinách a výslunných stráních, po okrajích polních a lesních cest, na polích, úhorech, náspech i v příkopech podél cest a železničních tratí, na hrázích, v blízkosti lomů, ve starých vinicích a někdy i jako plevel na polích ve víceletých pícninách. Většinou roste na neutrální až zásadité půdě, nejlépe se ji daří na bazických podkladech tvořených vápenci, opukou nebo sprašovými návějemi. Dobře snáší sucho, povoskované listy brání silnému výparu.
Vyskytuje od pásma nížin až do horských oblastí. Kvete v květnu až červenci, ojediněle i v září. Pro úspěšné přežívání potřebuje pravidelné narušování stanoviště, aby se její semena dostala přes zapojený travní porost nebo povrchovou krustu do půdy. Velmi jí prospívá pasení, při kterém je zvířaty narušován povrch a současně jsou semena zatlačována do půdy.
Patří mezi relativně vzácnější taxony vyžadující další pozornost, protože by se mohly stát ohroženými. Hlavními důvody ohrožení voskovky menší je intenzifikace zemědělství a používání herbicidů i mimo ornou půdu. Je proto v „Červeném seznamu cévnatých rostlin“ hodnocená jako druh vyžadující si další pozornost (C4a). Počet chromozomů 2n = 18, stupeň ploidie x = 2.

## Popis
Monokarpická bylina, která je převážně dvouletá, jen ojediněle se vyskytuje jako jednoletá nebo krátce vytrvalá. Má přímou, v horní části hustě větvenou lodyhu vyrůstající do výše 20 až 60 cm. Lodyha je ve spodní části fialově naběhlá, v horní štětinatě brvitá, někdy bývá řídce ojíněná a větve mají úzká křídla. Vyrůstá z nehrubého, ale hluboko sahajícího kořene, jenž zajišťuje vláhu i v suchém období. Lodyha vyhání z přízemní růžice, která je tvořená řapíkatými, světle skvrnitými, obvejčitými listy dlouhými až 15 cm a širokými do 5 cm, v době kvetení listy růžice již usychají. Lodyžní listy vyrůstají střídavě, jsou bez řapíků, podlouhle vejčité, mají srdčitou bázi, vespod a ve středu lodyhy bývají ouškatě poloobjímavé a na vrcholu lodyhy objímavé. Jsou dlouhé do 6 cm a široké do 3 cm, na vrcholu zaokrouhlené či tupě špičaté a oboustranně od jemných bradavek drsné a často bělavě skvrnité. Horní listy bývají namodralé, spodní světle zelené. Všechny listy jsou jednoduché, celistvé, mírně dužnaté a bez palistů, většina má ve středu četné malé, bělavé, bradavičnaté hrudky tvořené sklerenchymatickými buňkami.
Pětičetné, oboupohlavné, symetrické, vodorovné až nicí žluté květy jsou na stopkách 1,5 cm dlouhých. Rostou sblížené v hustých dvojvijanech, které mají až 3 cm velké listeny podobné horním listům. Kalich květu je vytrvalý, hluboce pětidílný, srostlolupenný, dlouhý asi 0,6 cm a jeho lístky jsou podlouhle vejčité až kopinaté. Koruna je průměrně dvojnásobně delší než kalich, má lístky srostlé do 1 až 1,5 cm dlouhé a rovné trubky, jež je do třetiny až poloviny rozeklaná v úzké, čárkovité cípy, jež mají své vrcholy k sobě skloněné. Je zbarvená sírově žlutě a někdy má naspodu zubů hnědě purpurově skvrny. Pět tyčinek se 7 mm dlouhými žlutými nitkami a černými, špičatými prašníky se žlutým pylem z květu nevyčnívá. Semeník vzniklý ze dvou plodolistů je dvoupouzdrý, každé nedělené pouzdro obsahuje po jednom vajíčku. Je zakončen tenkou, 1 cm dlouhou, vytrvalou čnělkou s bliznou se dvěma laloky, která z květu mírně vyčnívá. Okolo semeníku jsou žlázky, které produkují velké množství nektaru pro opylující včely i další hmyz.
Plod, obalený kališními lístky, obsahuje dvě spolu srostlé tvrdky (semena), nazývané eremokarpy. Tvrdky jsou vejčité, 3 mm velké, na vrcholu špičaté a mírně zakřivené, na spodní straně ploché. Na povrchu jsou lesklé, hladké, hnědé či šedé a černě skvrnité, na vnitřní straně mají mělkou rýhu.

## Rozmnožování
Voskovka menší se rozšiřuje výhradně pohlavně, semeny (tvrdkami), které většinou roznáší vítr, případně i povrchová voda. Někdy u suché rostliny se zralými semeny dojde pohybem zvěře, lidí, silného větru nebo techniky k odlomení celé větve a semena pak využijí svá malá křidélka, aby se dostala na vzdálenější místa.
Klíčící rostliny se objevují až později z jara, většinou od poloviny dubna do počátku května. Ze semene vyroste prvým rokem přízemní listová růžice, ze které v následném vyraší květná lodyha.